# Stenorrhina freminvillei
La culebra alacranera de sangre (Stenorrhina freminvillei)  es una especie de serpiente que pertenece a la familia Colubridae. Es nativa del México neotropical, Guatemala, Belice, El Salvador, Honduras, Nicaragua, y Costa Rica. Su hábitat se compone de bosque tropical húmedo y seco, bosque perturbado, bordes del bosque, y zonas agrícolas. Es una serpiente terrestre que se alimenta principalmente de escorpiones y tarántulas.